# Ibrahim I ibn al-Aghlab
Ibrahim I ibn al-Aghlab (arab. إبراهيم بن الأغلب) (ur. 756, zm. 812) był pierwszym emirem z dynastii Aghlabidów w Ifrikijji w latach 800–812.
Ibrahim pochodził z mudaryckiego plemienia Tamim. Był synem al-Aghlaba, który z powodzeniem stłumił pod koniec VIII wieku bunt charydżytów w Ifrikijji. W 800 Ibrahim został emirem i założył dynastię Aghlabidów, gdy jako dziedziczny władca został uznany przez kalifa Haruna ar-Raszida. W zamian za nominację zgodził się płacić kalifowi rocznie 40 tysięcy dinarów.
Po spacyfikowaniu kraju założył rezydencję w al-Abbasiji by trzymać się z dala od niespokojnych prawników z Kairuanu (fukaha), którzy zawsze byli gotowi podburzyć lud do buntu. Utworzył straż przyboczną złożoną z 5000 murzyńskich niewolników z Sudanu po to by uniknąć całkowitej zależności od arabskich oddziałów (dżund). Jej przydatność poświadczyły bunty arabskich wojsk w 802, 805 i 810. Ibrahim rozwinął struktury silnej administracji państwowej, która położyła fundamenty dobrobytu Ifrikijji w następnym stuleciu.
Jego następcą został jego syn Abdallah I ibn Ibrahim (812–817).